# 郑州铁路枢纽
郑州铁路枢纽是中国大陆最大的铁路枢纽之一，中国《中长期铁路网规划（2008年调整）》中八个重点建设的铁路枢纽之一，是《铁路“十一五”规划》确定的十大区域性客运中心。

## 主要车站

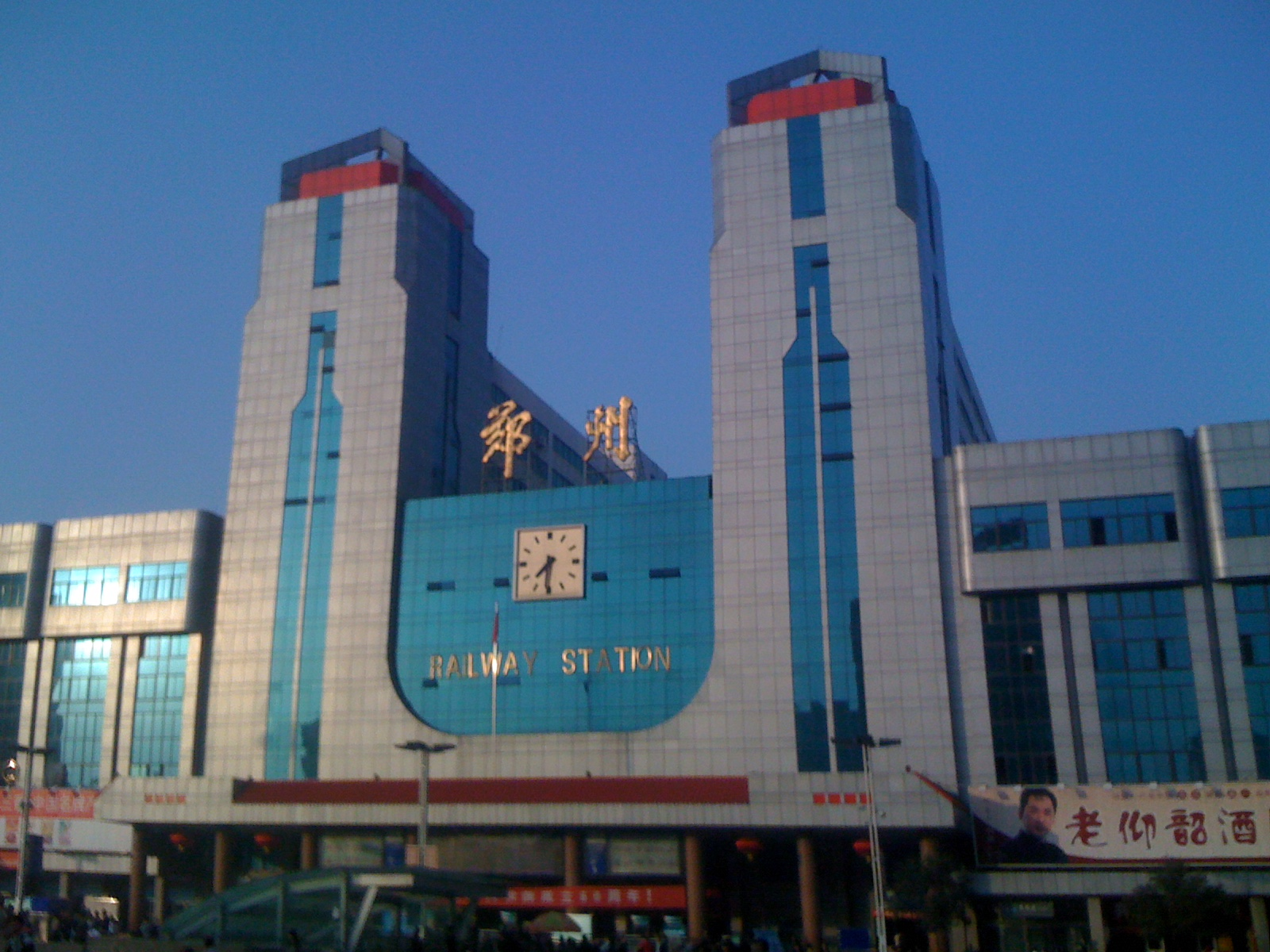
郑州站

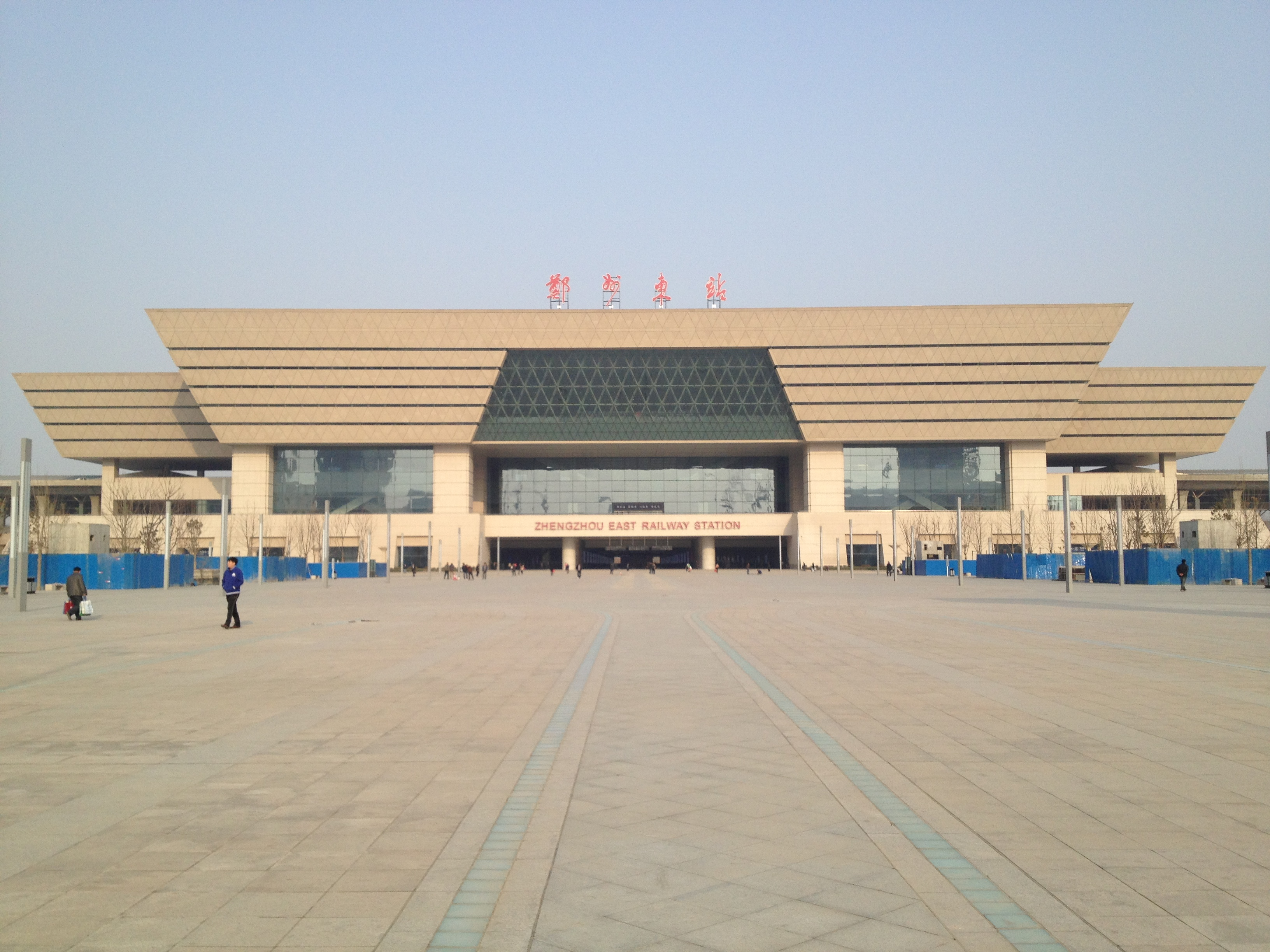
郑州东站

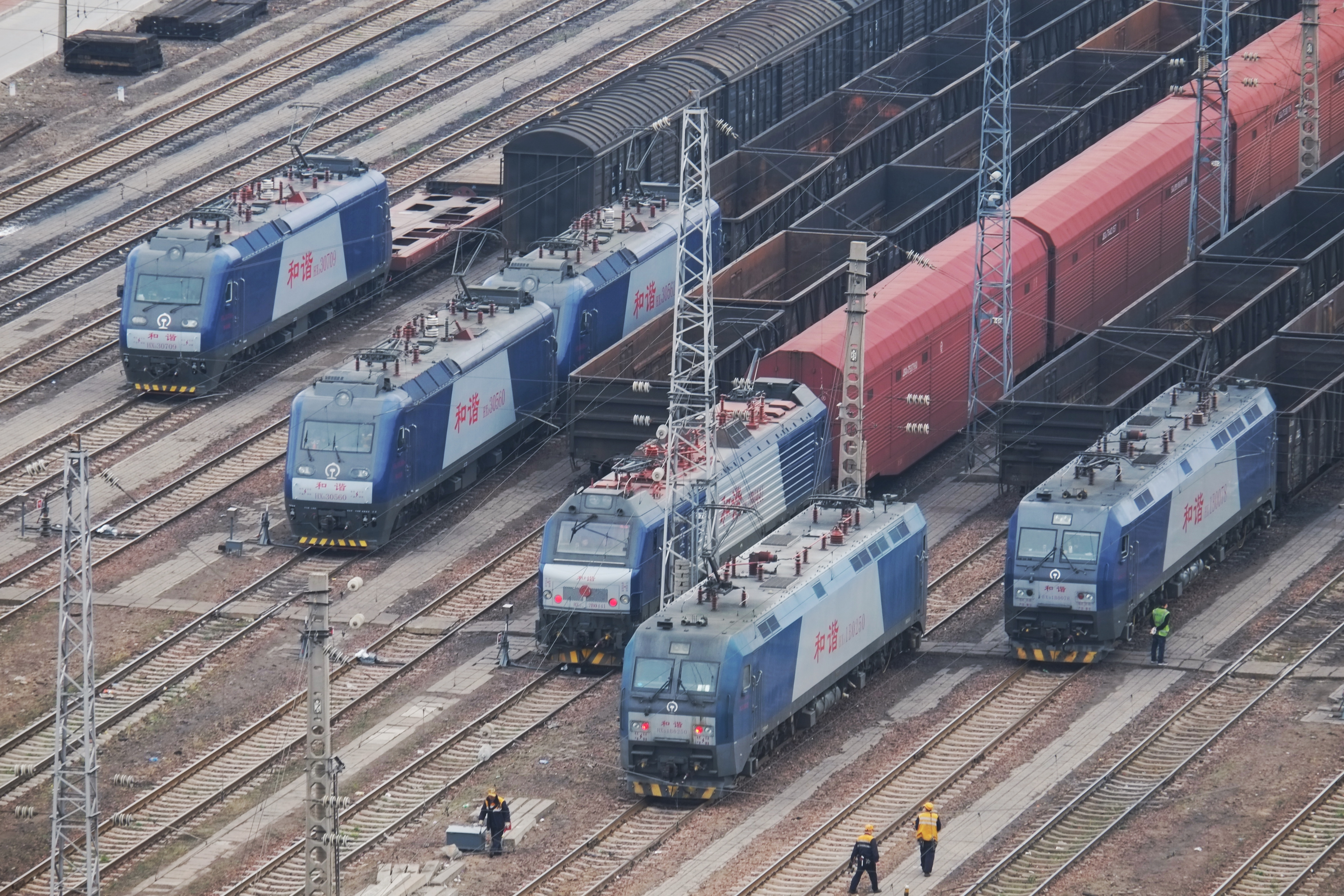
郑州北站

- 郑州站：特等站，中国枢纽客运站之一，7站台19线[1]。
- 郑州东站：特等站，中国高铁枢纽客运站之一，16站台32线，分京广、徐兰两个场，2条正线[2]。
- 郑州航空港站：中国高铁枢纽客运站之一，16站台30线[3]
- 郑州北站：编组站。
- 圃田西站：中国内陆一类口岸。
- 郑州西站
- 五里堡站
- 郑州铁路集装箱中心站
- 圃田站
- 铁炉站
- 广武站
- 欢河站
- 海棠寺站
- 南阳寨站
- 东双桥站
- 马寨站
- 小李庄站

## 铁路线
作为京广铁路与陇海铁路的交汇点，郑州枢纽曾与京广沪昆两线相交的株洲枢纽并称“北郑南株”。进入高铁时代后，郑州枢纽在十余年的时间内形成了“米”字形高速铁路网。

### 既有铁路
- 陇海铁路：兰州~郑州~连云港，双线电气化铁路，国铁I级，亚欧铁路大陆桥组成部分。
- 京广铁路：北京~郑州~广州，双线电气化，国铁I级。
- 徐兰高速铁路：徐州~郑州~西安，双线电气化，客运专线，设计速度350公里/小时，线路在徐州东连接京沪高速铁路，加强了华中地区与华东地区的交通联系，促进中原经济发展。
- 京广高速铁路：北京~郑州~广州，双线电气化，客运专线，设计速度350公里/小时。
- 郑开城际铁路：郑州~开封，双线电气化。中原城市群城际轨道交通先期开工部分，为郑汴融城战略的配套工程之一。
- 郑焦城际铁路：郑州~焦作，双线电气化。中原城市群城际轨道交通先期开工部分。
- 郑机城际铁路：郑州~新郑机场，双线电气化。中原城市群城际轨道交通先期开工部分，是连接郑州主市区与郑州新郑国际机场的重要交通动脉。
- 郑渝高速铁路郑州至襄阳段：郑州~襄阳，双线电气化，客运专线，设计速度350公里/小时。
- 郑阜高速铁路：郑州~周口~阜阳（在阜阳西连接商杭客运专线），加强了中原地区与长三角地区的联系。
- 济郑高速铁路：郑州~济南，双线电气化，客运专线，设计速度350公里/小时。

### 规划建设铁路
- 郑洛城际铁路：郑州~洛阳，双线电气化，中原城市群城际轨道交通組成部分。
- 机登洛城际铁路：新郑机场~登封~洛阳，双线电气化，中原城市群城际轨道交通組成部分。
- 郑新城际铁路：郑州~新乡，双线电气化，中原城市群城际轨道交通組成部分。

## 相关机构
- 中国铁路郑州局集团
- 郑州动车段[5]（由原郑州东动车运用所升级改建）
- 郑州动车运用所（又称五里堡动车运用所）
- 郑州机务段
- 中铁八局
- 郑州铁路运输中级法院
- 郑州铁路运输法院